# Ziziphus mistol
Ziziphus mistol là một loài thực vật có hoa trong họ Táo. Loài này được Griseb. miêu tả khoa học đầu tiên năm 1874.

## Hình ảnh

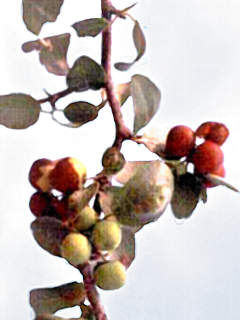